# Epipremnum
Epipremnum (hrv. epipremnum; lat. Epipremnum), rod vazdazelenih penjačica iz porodice kozlačevki raširen po  tropskoj i istočnoj Aziji, zapadnom Pacifiku  i Australiji.
Na popisu je desetak vrsta.

## Vrste
1. Epipremnum amplissimum (Schott) Engl.
2. Epipremnum aureum (Linden & André) G.S.Bunting
3. Epipremnum carolinense Volkens
4. Epipremnum ceramense (Engl. & K.Krause) Alderw.
5. Epipremnum dahlii Engl.
6. Epipremnum falcifolium Engl.
7. Epipremnum formosanum Hayata
8. Epipremnum giganteum (Roxb.) Schott
9. Epipremnum meeboldii Krause
10. Epipremnum moluccanum Schott
11. Epipremnum moszkowskii K.Krause
12. Epipremnum nobile (Schott) Engl.
13. Epipremnum obtusum Engl. & K.Krause
14. Epipremnum papuanum Alderw.
15. Epipremnum pinnatum (L.) Engl.
16. Epipremnum silvaticum Alderw.

## Sinonimi
- Anthelia Schott; Ann. Mus. Bot. Lugduno-Batavi 1: 127 (1863)